# Commotentomozoe
Commotentomozoe is een geslacht van uitgestorven kreeftachtigen uit de klasse van de Ostracoda (mosselkreeftjes).

## Soorten
- Commotentomozoe insolentis Jiang (Z. H.), 1983 †
- Commotentomozoe sinensis Jiang (Zh), 1983 †